# 愛克發·吉華集團
愛克發·吉華集團（Agfa-Gevaert N.V.）(FWB：AGE)是一間歐洲跨國公司，從事發展和製造用於生產、處理、複製影像的類比和數位產品，亦曾從事生產民用攝影器材，曾經是全球第三大菲林製造商。總部設在比利時，現於法蘭克福證券交易所和泛歐股票交易所上市，曾是布魯塞爾交易所股價指數（BEL 20）包括的20間公司之一。

## 業務

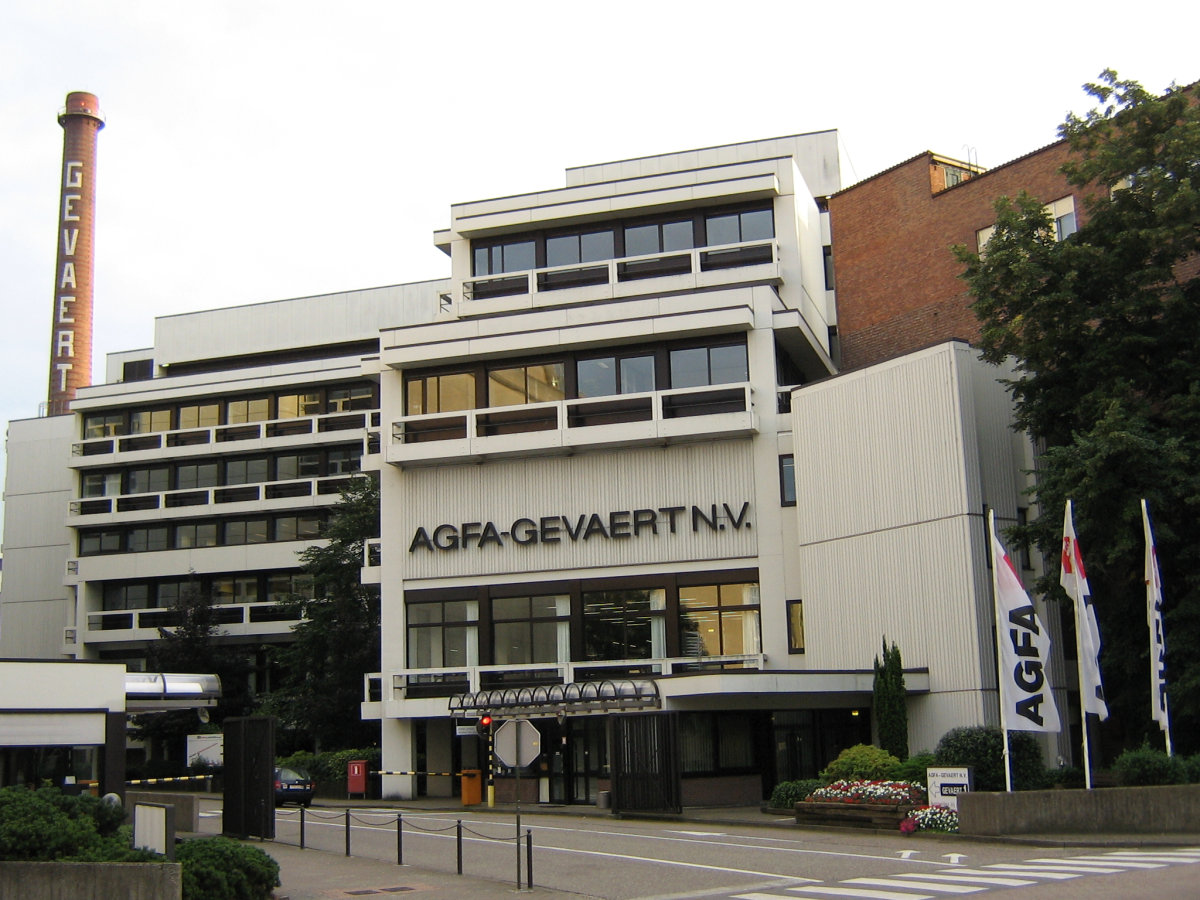
愛克發·吉華集團位於比利時的廠房

愛克發·吉華集團在全世界各地四十個國家設有經營據點，在120國家中設代理與14,000名僱員。愛克發·吉華今在10個國家擁有生產工廠，這裡面包括比利時、德國、義大利、中國與美國。2004年營業額共計了38億歐元。
愛克發·吉華集團主要業務分為三類，分別是印刷科技影像、醫療和材料科技。在印刷科技影像方面，集團製造類比和數位印刷系統、軟件及耗材，包括直接製版機系統和工業用噴墨印表機。
在醫療方面，集團生產的產品包括電子病歷系統、乳房攝影器材、骨科模組工作站和醫療影像儲傳系統，可應用於心臟科、骨科和放射治療科。
在材料科技方面，集團生產電影底片、微縮膠片、空照軟片、絲網印刷油墨和高穿透明度PET底片等耗材。
過去，愛克發在全球彩色膠卷的市場佔有率只僅次於柯達和富士膠片，攝影業務曾有相當的規模。但近年來，數碼相機流行，傳統相機業務式微，終於在2004年，愛克發·吉華集團將民用攝影業務賣給當時新成立的愛克發照片公司（AgfaPhoto），獨自經營。1年後，愛克發照片公司（AgfaPhoto）破產。愛克發·吉華集團的底片和相機銷售對象過去主要是家庭用戶等消費者，而不是商業機構。但售出顧客影像業務後，愛克發·吉華集團的銷售對象全是商業機構。
2007年2月，愛克發·吉華集團宣佈有意分拆三項業務（印刷科技影像、醫療和材料科技）在2007年尾泛歐股票交易所上市。但是该拆分计划最终被认为不利于集团总体利益而于2008年被终止。

## 歷史

### 早年發展
1867年，費利克斯·門德爾松之子保羅·孟德爾頌·巴托爾迪（Paul Mendelssohn Bartholdy）和卡爾·阿歷山大·馮·馬蒂烏斯（Carl Alexander von Martius）共同於Rummelsburg（今天位於柏林）成立愛克發公司（Aktiengesellschaft für Anilinfabrikation），業務包括製造染料和塗料。1873年，愛克發公司改為有限公司。
1890年，利芬·赫法尔特（Lieven Gevaert）於比利時安特衛普成立車間，生產用於攝影的鈣紙。4年後，商人阿曼德·塞赫爾斯（Armand Seghers）協助利芬·赫法尔特成立吉華公司（L. Gevaert & Cie）。1895年，吉華公司收購巴黎的藍星紙業（Blue Star Papers）。
1904年，吉華公司的工廠從安特衛普移至比利時莫策尔。愛克發公司則和另外2家德國化工、 製藥及染料公司組成合作關係，分別是巴斯夫和拜耳公司。這種合作方式避免了行內的惡性競爭，共同分享技術成果，與當時流行於美國的托拉斯相似。
1913年，愛克發公司開始生產電影底片，但本地市場不大。一戰後，當時流行的法國電影遭到杯葛，令新成立的德國電影生產商乌发电影公司壯大，從而提高愛克發電影產品的銷量。
第一次世界大戰期間，為了加強對化學工業的軍事指導，在德國政府同意下，另外5家利用煤焦油製造合成染料的公司於1916年參加了這一利益集團，集團內的各家公司都保持獨立的地位，其股票單獨交易，各自結算利潤，但統一調配生產原料，壟斷了德國的化學工業市場。同年，愛克發公司開始發展彩色攝影技術。
1925年8月，在卡爾·博施的提議下，8家公司正式組成了法本公司，即「染料工業利益集團」。
1928年，愛克發公司和美國的安斯歌公司（Ansco）合併。
1932年，愛克發公司推出Agfacolor牌的彩色底片，所使用的技術和盧米埃兄弟於1907年所發明的差不多。在推出Agfacolor彩色底片之前，市場只有盧米埃兄弟發明的彩色底片。1936年，愛克發公司引進Agfacolor-Neu彩色底片，採用技術和盧米埃兄弟所發明的不同，亦有異於柯達於1935年所發明的技術。現代的彩色底片多採用Agfacolor Neu的技術。
1941年，美國對德國宣戰，因愛克發所屬的法本公司和當時的德國納粹政府關係密切，所以美國政府沒收愛克發公司在美國的資產。

### 二戰後的發展
二戰後，法本公司被盟國勒令解散，於1952年進行清算，拆分為10家公司，其中包括愛克發公司。而愛克發公司在當時東德的工廠最後成為ORWO公司的資產。1952年，分拆出來的愛克發公司完全附屬於拜耳公司，當時的拜耳也是納粹戰敗後法本公司清拆的一員。
1959年，愛克發公司製造了第一架自動化35mm相機。
1964年，愛克發公司和吉華公司合併，拜耳公司和吉華公司各佔愛克發·吉華集團的股權一半。
1971年，集團製造了歐洲第一架採用了靜電複印術（xerography）的複印機。
1972年，集團引入乳房攝影的膠片和產品。
1981年，拜耳公司買下吉華公司，成為愛克發·吉華集團的唯一股東。
1988年，集團收購Compugraphic Corporation。
1990年，集團賣出磁帶業務。
1994年，集團引入醫療影像儲傳系統。
1997年，集團收購杜邦旗下平面設計業務及Monotype Corporation，
1998年，集團賣出複印機業務予Lanier Worldwide Inc.。
1999年，愛克發·吉華集團收購Sterling Diagnostic Imaging。6月1日，集團在布魯塞爾交易所及法蘭克福證券交易所上市。

### 近年發展
2000年，集團購入Krautkramer（一間生產超聲波系統的公司）和Quadrat過半數的股份（一間比利時影像診斷資訊系統的生產商）。
2001年，集團購入美國公司Autologic、Talk Technology（一間北美洲醫療辨聲系統製造商）、Seifert （一間德國工業用X光設備生產商）、Pantak（一間美國工業用X光設備生產商）和少量MediVision（一間數位眼科影像系統發展及生產商）的股份。同年9月，集團亦停止某些業務，包括生產用於個人電腦的影像掃瞄器和數碼照相機，不再提供任何支援。
2002年，集團收購Mitra Imaging Inc.，一間發展醫療成像和醫護資訊系統的公司。
2003年，集團在中國無錫新的印版廠投產，出售非破壞性測試（non-destructive testing）的業務予美國通用電氣公司和購入Granite Systems，一間生產印表機驅動程式的製造商。
2004年，集團收購了Dotrix（一間生產工業用數位彩色印刷系統的比利時製造商）、Lastra（一間意大利生產商，製造用於膠印的化學品和設備）和ProImage（一間以色列公司）。集團亦收購了法國的Symphonie On Line和德國的GWI。這兩間公司都是醫院資訊系統和電子病歷製造商。集團亦賣了Agfa Monotype Corporation（業務包括字體軟體技術）予美國的TA Associates。愛克發·吉華集團亦將民用攝影業務賣給當時新成立的愛克發照片公司（AgfaPhoto）。
2005年，愛克發·吉華集團收購Heartlab, Inc.，一間發展心臟組圖和資料管理系統的美國公司，亦購入了Med2Rad，一間發展影像診斷資料系統的意大利公司。集團亦引入工業用噴墨印表機的產品。
2006年，愛克發·吉華集團宣佈全球業務重組，2008年前會裁減2000個職位。
2007年2月，愛克發·吉華集團宣佈有意分拆三項業務在2007年尾泛歐股票交易所上市。
2008年5月，愛克發·吉華集團董事長宣布停止將旗下之Graphic, Healthcare及Materials三個事業群，分開為三家獨立的公司。
2010年，愛克發集團在亞洲設立合資公司，名為愛克發印藝亞洲有限公司。

## 外部連結
- 愛克發·吉華集團英文官方網站 （页面存档备份，存于）

- 愛克發照片公司（AgfaPhoto）官方網站 （页面存档备份，存于）